# Закиров, Хамдам Мусаевич
Хамдам Закиров (узб. Хамдам Мусожонович Зокиров, фин. Hamdam Zakirov; род. 16 сентября 1966, Риштан, Ферганская область) — узбекский поэт, пишущий на русском языке.
С 2001 года живёт и работает в Финляндии (Хельсинки). В 2022 году после начала вторжения России в Украину принял решение не публиковаться в российских и русскоязычных изданиях.

## Биография
Родился в городе Риштан Ферганской области Узбекской ССР в таджико-узбекской семье.
Прапрадед, Мирзахидбаев, Шокирхон Каландарович, был в конце XIX — начале XX века мингбаши (мэром, старостой) Риштана.
Хамдам Закиров о своей родине говорил:

… Я родился в небольшом городке Риштан в той части Ферганской долины, которая территориально относилась к Узбекской ССР, но население которой в большинстве своем говорило на таджикском языке. Ребёнком я начал говорить на таджикском, который был семейным языком. Потом моя мама переехала в Фергану, областной центр с населением 200 тысяч человек, где в детском саду и везде по-соседству звучал в основном русский, как это возможно ни странно для стороннего наблюдателя. Все потому, что жили мы в районе коммунальной застройки, заселенном по преимуществу приезжим русскоязычным интернационалом (русские, белорусы, украинцы, татары, немцы, греки, корейцы, литовцы, армяне и т. д.), узбеки же в основном жили в пригородах или в традиционных махаллях… Так, начиная с осознанного возраста, с тех пор как себя помню, я говорю и думаю на русском языке… 
Учился в школе № 18 (г. Фергана, Фрунзенский массив).
С 1983 по 1987 годы учился в Ленинградском высшем военно-морском инженерном училище.
В 1988—1989 гг. обучался на факультете журналистики Ташкентского университета, а с 1990 по 1993 годы — на филологическом факультете Ферганского педагогического института, но не окончил их.
Работал в газете «Ферганская правда» (1988—89), редактором газеты «Театральный вестник», заведующим литературной частью Ферганского областного русского драматического театра (1989—91), младшим научным сотрудником Ферганского областного краеведческого музея (1992—93).
С 1994 г. в Москве. Работал консультантом по спортивному питанию, затем редактором в газете «Первое сентября» и в журнале «Киносценарии».
Женился на девушке с финскими корнями, с которой в 2001 году переехал в Финляндию. С 2006 г. живёт в Хельсинки. Двое детей.
Один из авторов «ферганской поэтической школы» (Шамшад Абдуллаев, Ольга Гребенникова, Даниил Кислов, Григорий Коэлет и другие).
Пишет на русском языке.
Публиковался в журналах «Звезда Востока» (Ташкент), «Митин журнал» (Санкт-Петербург), «Знамя» (Москва), альманахах «Так Как» (Ташкент), «24 поэта и 2 комиссара» (Санкт-Петербург), «Твердый знак»(Москва), «Черновик» (Нью-Йорк), «Орбита» (Рига), «Транслит» (Санкт-Петербург) и многих других.
В 1996 году в Санкт-Петербурге, в библиотеке «Митиного журнала» вышла книга стихов «Фергана».
Переводы на итальянский, английский, французский, финский, латвийский, венгерский, немецкий, эстонский, испанский, арабский.
Участник фестивалей, конференций и прочих литературных акций в Узбекистане, России, Финляндии, Италии, Латвии, Эстонии, Австрии, Германии, Израиле.
В 2018 году в издательстве «Новое литературное обозрение (издательство)» в серии «Новая поэзия» вышла книга стихов «Дословно».
Куратор интернет-проектов «Библиотека Ферганы» и «Русская Кавафиана».

## Критика
Сергей Ташевский, московский поэт и литературный редактор:

Друзья! Новостей много, и есть хорошие. Прежде всего: Закончился злополучный и раскритикованный некогда мною сетевой конкурс «Улов», но одна из пойманных рыбок действительно золотая — это небезызвестный вам Хамдам Закиров, поэт и один из ведущих новостной рубрики «Периферии». Он занял второе место в категории поэзия со своим циклом «Наброски к Кавафису» (впервые опубликованном именно в «Периферии»), и я сегодня от всей души поздравляю Хэма с таким замечательным событием! Ура!
Сергей Тимофеев, латвийский русский поэт и литературный деятель:

Я могу бесконечно подбирать цитаты из этой книги, словно тасовать фотографии из какого-то альбома, куда их вставили, чтобы засвидетельствовать некоторые поездки, путешествия, перемещения, поиски. Смены точки наблюдения, которые одновременно незначительны, приватны и важны, универсальны. Я читаю Хамдама и повторю про себя давний знак, почти иероглиф, которым обозначил суть «ферганской поэтики» Шамшад Абдуллаев: «Некое космополитические месиво одних и тех же мнимостей, залитых солнцем». Хотя сам угол падения солнечного света для Хамдама Закирова теперь изменился, видимо, как и его интенсивность. Ведь автор переместился в края, где лучше умеют справляться с дрожью холода чем с испариной жары. И где слова держат тепло ещё год-два после того как их сказали. Даже если говоривший произносит их «без всякой, впрочем, надежды что-либо исправить, /просто так, чтоб не молчать».

## Внелитературная деятельность
Автор, организатор и ведущий Helsingin Art & Plow Festivaali — культурного проекта, проводящегося в виде квартирников, начиная с 2015 года (Youtube-канал).
С 2016 года регулярно выступает в роли диджея под псевдонимом DJ Hem (Youtube-канал).
Делает подкасты и миксы из музыки Центральной Азии, пишет статьи по истории узбекской и центральноазиатской популярной и джазовой музыки.
Примеры:
— Подкаст «Узбекская популярная музыка»
— Микс Soviet Grail Mix
— Микс A Grail of Central Asian Jazz
— Статья «Заметки по истории центральноазиатского джаза» (часть 1, часть 2, часть 3).